# Ukrainische Korrespondenz
«Ukrainische Korrespondenz» — тижневик, видання Головної Української Ради (згодом Загальної Української Ради), виходив у Відні у 1914–1918 роках (до 1916 р. під назвою Ukrainisches Korrespondenzblatt) для інформації чужинців про українські змагання. Обсяг — 4 сторінки, ціна за номер була 10 гелерів.
Видавець — К. Левицький. Редактори — В. Панейко, В. Сінґалевич, з 1917 р. — В. Кушнір.
Редакція знаходилася у Відні на Лангегассе 16, потім на Йозефштедтерштрассе 43-45.